# حمام قاسم‌آباد
حمام قاسم‌آباد مربوط به اواخر دوره صفوی است و در شهرستان مشهد، بخش احمدآباد، دهستان پیوه ژن، روستای قاسم‌آباد واقع شده و این اثر در تاریخ ۱۸ اسفند ۱۳۸۷ با شمارهٔ ثبت ۲۴۹۸۲ به‌عنوان یکی از آثار ملی ایران به ثبت رسیده است.